# Motorleistung nach CUNA
Die Motorleistung nach CUNA gibt die Leistung eines Verbrennungsmotors für Kraftfahrzeuge nach den Vorschriften der italienischen Norm CUNA (Commissione Unificazione Normalizzatione Autoveicolo) an.
Leistungsangaben nach DIN (Deutsches Institut für Normung), SAE (Society of Automotive Engineers) oder der Regelung R 85 der  ECE (Economic Commission for Europe) ergeben andere Werte.

## Vergleich der Messmethoden zur Leistungsermittlung
Jede Norm schreibt unterschiedliche Bedingungen für die Leistungsmessung vor. Dies betrifft einerseits die Motorenausstattung mit oder ohne Neben- bzw. Zusatzaggregaten, sowie andererseits Umgebungsbedingungen wie Luftdruck und Lufttemperatur, die ebenfalls Einfluss auf die Motorleistung haben.

### Verschiedene Motorenausstattung
- CUNA: gemessene Leistung mit allen Nebenaggregaten (Lüfter, Lichtmaschine usw.) aber ohne Luftfilter und ohne komplette Auspuffanlage
- DIN: gemessene Leistung mit allen Nebenaggregaten (Lüfter, Lichtmaschine usw.) mit Luftfilter und Fahrzeug-Abgasanlage
- SAE: gemessene Leistung ohne Nebenaggregate, ohne Luftfilter und ohne Auspuffanlage – Die Angabe von bhp (brake horse power) entspricht der Messung nach SAE

### Verschiedene äußere Bedingungen
- DIN: Messung bei 101,3 kPa Luftdruck und 20 °C Umgebungstemperatur
- SAE: Messung bei 99 kPa Luftdruck und 25 °C Umgebungstemperatur

Diese Gegenüberstellung zeigt, warum die gemessene Leistung je nach Norm unterschiedlich ist.
Neben den genannten (älteren) Messmethoden gibt es heute auch noch die nach ECE-Regelung R 85 (99 kPa Druck der trockenen Luft und 25 °C, Angabe in kW). 
Somit ergibt sich für denselben Motor die höchste Leistungsangabe bei der Messmethode nach SAE (bhp), gefolgt von CUNA und DIN.

## Trivia
Besonders in den Jahren 1950 bis 1969, als der Verkauf von Automobilen zu boomen begann und es keine Vereinheitlichung gab, wurde in Werbeschriften und anderen Publikationen vor allem bei Exportmodellen gerne jene Messmethode gewählt, die den besten Wert ergab, also SAE-PS (natürlich ohne einen Hinweis darauf). Im deutschsprachigen Raum gab es eine klare Tendenz, DIN-Angaben zu verwenden. Ausländische Hersteller druckten dennoch deutsche Prospekte mit Angaben nach anderen Normen.
Seit Ende der 1960er Jahre hat sich die Darstellung der Leistung mit Angabe der Messmethode durchgesetzt. Europäische Hersteller verwenden, wenn nicht anderes vermerkt, einheitlich die Angabe nach ECE, mit dem Nebeneffekt, dass in dieser Zeit neue Modelle scheinbar geringere Leistung als die Vorgänger hatten, in Wirklichkeit war aber nur die Leistungsangabe in die geringere DIN-Messung geändert worden. Bei italienischen Motoren-Herstellern kam noch die Messmethode nach CUNA hinzu.
Wenn also in älteren Publikationen und Prospekten der Automobilhersteller oft widersprüchlich erscheinende Leistungsangaben zu finden sind, liegt das an den unterschiedlichen Messmethoden.
Die Verwirrung kann nur beim Vergleich deutscher Publikationen mit anderen Unterlagen gelichtet werden. So haben deutschsprachige Prospekte aus der Schweiz oder Österreich oft höhere Angaben, die wiederum identisch mit italienischen Prospekten (CUNA) sind. Noch höhere Angaben, besonders in französischen und englischen Prospekten, lassen den Schluss zu, dass SAE-PS verwendet wurden.

## Beispiele
- Ein Fiat 850 Special ab 1968 hatte nach CUNA-Norm 47 PS (34 kW), nach DIN-Norm 45 PS (33 kW)
- Ein Fiat 850 Sport Coupé der 2. Serie ab 1968 bzw. der 3. Serie ab 1970 hatte nach CUNA-Norm 54 PS (40 kW), nach DIN-Norm 52 PS (38 kW)
- Ein Fiat 127 der 1. Serie ab 1971 hatte nach CUNA-Norm 47 PS (34 kW), nach DIN-Norm 45 PS (33 kW)

Beim Fiat 130 von 1969 bis 1977 wurde dagegen stets immer nach DIN-Norm gemessen und auch dementsprechend je nach Serie 140 oder 160 oder 165 PS angegeben.